# Чавес, Жуссара
Жуссара Чавес (порт. Jussara Chaves; род. 9 декабря 1959) — бразильская шахматистка, международный мастер среди женщин (1982), международный судья (1990).
Четырёхкратная чемпионка Бразилии (1976, 1981, 1982 и 1989), в 1982 году поделила чемпионское звание с Р. Рибейро. Пять раз становилась серебряным призёром чемпионата страны среди женщин (1978, 1980, 1987, 1995 и 1998). 
В составе сборной Бразилии участница 8-и Олимпиад (1980—1994). На олимпиаде 1984 года, играя на 3-й доске, получила золотую медаль в личном зачёте.
Имеет младшую сестру Жоару Чавес, которая также является профессиональной шахматисткой.

## Изменения рейтинга
| Графики недоступны из-за технических проблем. См. информацию на Фабрикаторе и на mediawiki.org. |